# 广西职业师范学院
广西职业师范学院是中华人民共和国的一所全日制本科公办省属普通高等学校，位于广西壮族自治区南宁市西乡塘区。

## 历史沿革
1951年5月，广西省行政干部训练班成立。同年10月，改建为广西人民革命大学。
1954年2月，改建为广西省人民政府行政干部学校。
1958年，更名为广西壮族自治区人民政府行政干部学校。
1974年7月，更名为广西壮族自治区五七干校。
1979年4月，更名为广西壮族自治区经济干部学校。
1983年7月，更名为广西壮族自治区经济管理干部学院。
2019年，改建为广西职业师范学院。

## 大學組織
截至2020年6月，广西职业师范学院设有二级学院8个，开办本科专业6个、高职专业51个。有专任教师320人。
- 计算机与信息工程学院
  - 本科专业
    - 应用电子技术教育专业
    - 信息管理与信息系统专业（职业师范方向）
    - 物联网工程专业（职业师范方向）

  - 专科专业
    - 物联网应用技术专业
- 工商管理学院
  - 本科专业
    - 市场营销教育专业

  - 专科专业
    - 市场营销专业
    - 工商企业管理专业
    - 物流管理专业
- 经济与贸易学院
  - 专科专业
    - 金融管理专业
    - 互联网金融专业
    - 国际经济与贸易专业
    - 电子商务专业
- 外国语学院
  - 专科专业
    - 英语学科（应用英语、商务英语）
- 土木建筑工程学院
  - 专科专业
    - 建筑工程技术专业
    - 工程造价专业
    - 建筑工程监理专业
    - 房地产经济与管理专业
- 传媒学院
  - 专科专业
    - 广告设计与制作专业
    - 新闻传媒技术专业
    - 传播与策划专业
    - 文秘专业
- 旅游与公共管理学院
  - 本科专业
    - 旅游管理与服务教育专业

  - 专科专业
    - 人力资源管理专业
    - 酒店管理专业
    - 行政管理专业